# رزماری دانسمور
رُزماری دانسمور (انگلیسی: Rosemary Dunsmore؛ زادهٔ ۱۳ ژوئیهٔ ۱۹۵۳) بازیگر و صداپیشه اهل کانادا است.
از فیلم‌ها یا برنامه‌های تلویزیونی که وی در آن نقش داشته‌است می‌توان به گرفتن قاتل، یادآوری کامل، یتیم، دوقلوها، صخره‌نورد، چهره‌ها در جمعیت، به دنبال رؤیا، آن در گرین گیبلز: دنباله، قصه‌های جزیره، آن در گرین گیبلز و تنها کاری که می‌خواهم انجام دهم اشاره کرد.